# Al-Hujwīrī
 (janvier 2015).
Si vous disposez d'ouvrages ou d'articles de référence ou si vous connaissez des sites web de qualité traitant du thème abordé ici, merci de compléter l'article en donnant les références utiles à sa vérifiabilité et en les liant à la section « Notes et références ».
Al-Hujwīrī (Abu-l-Hassan 'Ali bin Othman, dit Al-Hujwīrī) est un soufi persan né à Hujwîr, un faubourg de Ghazna (Afghanistan actuel), à une date inconnue (peut-être entre 999 et 1004) et mort à Lahore entre 1072 et 1076,.
Un seul de ses livres, mais important, nous est parvenu, Kaŝf al-maḥjub, (« révélation du mystère » ou « dévoilement du caché »). Il est important parce qu'il s'agit du plus ancien manuel de soufismev écrit en persan que nous ayons à ce jour. 

## Biographie

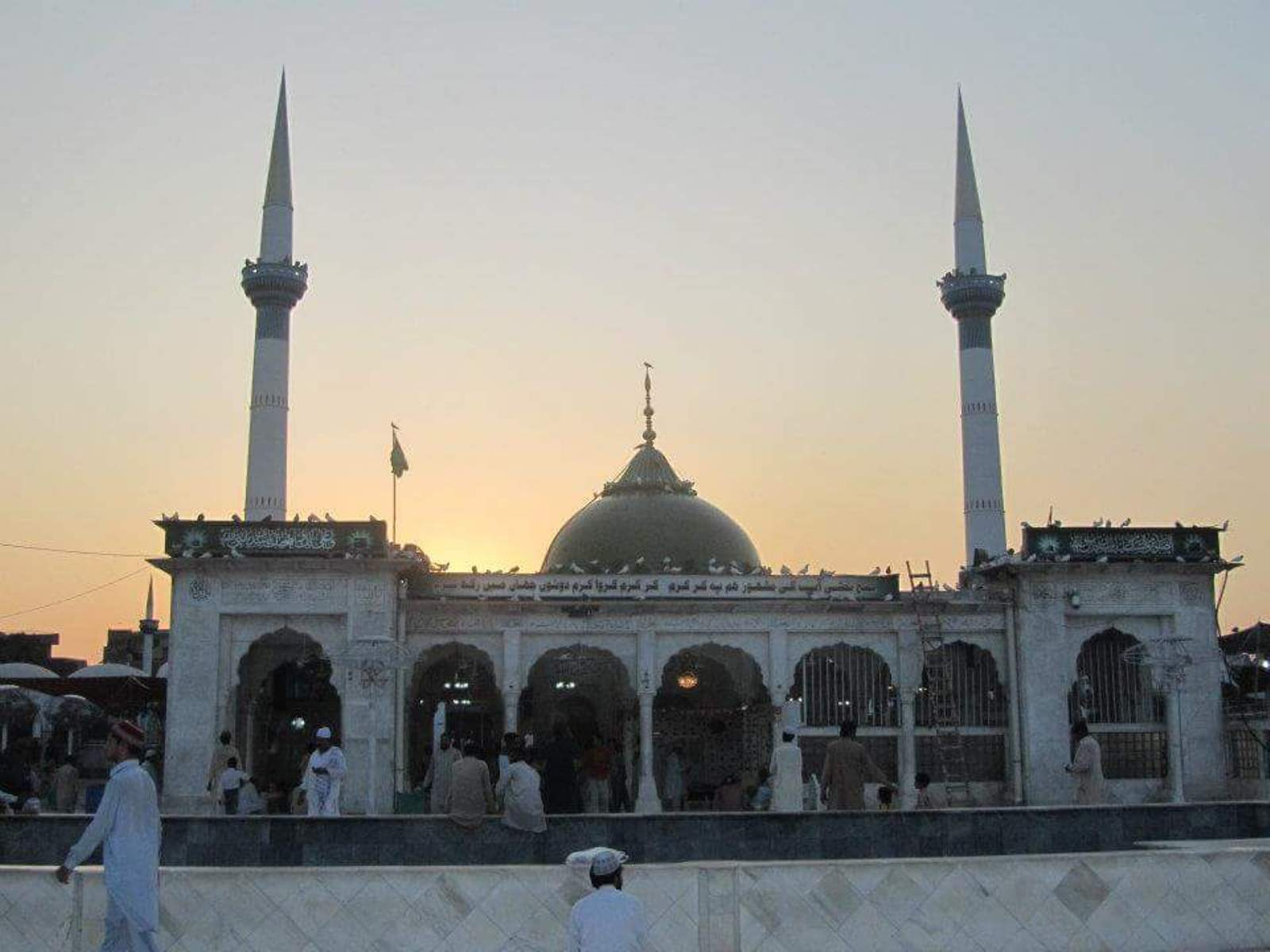
Le complexe du Data Darbar qui abrite le tombeau d'al-Hujwiri, à Lahore.

Il existe peu de sources sur sa vie. Il a beaucoup voyagé et parcouru les contrées musulmanes de son temps avant de s'établir en Inde où il passe les trente-cinq dernières années de sa vie. Il a étudié auprès de grands maîtres du soufisme dont le principal fut le shaykh Abû'l-Fadl Muhammad ibn al-Hasan al-Khuttalî.

### Tombeau
Son tombeau, le Data Darbar, se trouve à Lahore, ville dont il est le saint patron. C'est aujourd'hui un important complexe (dargah), mieux connu sous le nom de Data Ganj Bakhsh — du sanskrit data, le donateur, et du persan Ganjbakhsh, généreux, prodigue. 
Ce tombeau a joué un rôle singulier de « porte d'entrée spirituelle » dans le sous-continent indien, en lien avec une parole célèbre du prince moghol et soufi Dara Shikoh (1615-1659) : « Al-Hujwiri surpasse tous les autres saints indiens et aucun nouveau saint ne peut fouler cette terre sans lui en demander sa permission spirituelle ». Et de fait, les soufis venus d'Afghanistan ou d'Asie centrale passaient en général par Lahore et ne manquaient de se recueillir sur la tombe d'Al-Hujwiri, ce que nombre d'hagiographes attestent. Ainsi, le grand soufi Mu'in al-Din Chishti (en) (1142–1236) séjourna quarante jours dans le Data Darbar avant de commencer sa grande mission: la propagation du soufisme en Inde dans les régions traditionnellement hindoues. 
Le site est considéré comme l'endroit le plus sacré de Lahore, et il attire jusqu'à un million de personnes lors du festival annuel du pèlerinage de l'urs du saint.   

## Œuvre
Kashf al-mahjub (« Le Dévoilement du Mystère ») est le plus ancien traité persan sur le soufisme et il constitue une référence d’autant plus importante que c’est le seul de ses ouvrages qui nous soit parvenu. Il s’agit d’un recueil écrit à Lahore où son auteur s’était établi et qu'il rédige en réponse aux questions de ses disciples.  
L'ouvrage est une vaste somme organisée en vingt-cinq chapitres divisés en quatre parties: 1) les principes fondamentaux du soufisme; 2) les vies de grands shaykhs et soufis, à commencer par les compagnons du Prophète; 3) des fondateurs d'ordres, des confréries et certains points souvent débattus de leurs doctrines, comme l'ivresse, les miracles ou la conception de l'âme) 4) onze dévoilements concernant des questions relatives au cinq piliers de l'islam, à la conduite, à des termes techniques du soufisme ainsi qu'au samâ'.
Le Dīwān est un traité sur la méthode du soufisme, incluant une biographie d’al-Hallāj. Parmi ses principaux ouvrages, on peut encore mentionner aussi Kitāb al-bayān li-ahl al-iyān, (« Le Livre explicite destiné aux contemplatifs »). Il y répertorie les vies de grands saints mais traite aussi de sujets de portée universelle comme la contemplation, la générosité et le sens intérieur des règles de l’adab, ou encore de la prière et de l’amour.  
Il mit aussi en garde contre les faux maîtres spirituels.  

#### Traductions
- Hujwīrī (trad. du persan par Djamshid Mortazavi), Somme spirituelle, Paris, Sinbad, 1983, 482 p. (ISBN 978-2-7274-0149-0)

- Henri Massé, Anthologie persane: XIe – XIXe siècles, Paris, Payot, coll. « PBP », 1997 (1re éd. 1950), 398 p. (ISBN 978-2-228-89128-8), p. 133-136
- (en) The Kashf al-mahjub. The Oldest Persian Treatise on Sufism  (trad. Reynold A. Nicholson), Leiden, Brill, 1911, xxiv, 443 p. (lire en ligne [PDF])Réédité sous le titre The Revelation of the Mystery, introd. Carl W. Ernst, Westport, Conn., Pir Press, 1999.

#### Études
- (en) Gerhard Böwering, « HOJVIRI, ABU’L-ḤASAN ʿALI », sur iranicaonline.org, Encyclopædia Iranica, 2012 (consulté le 14 février 2023)
- (en) Jawid Mojaddedi, « KAŠF AL-MAḤJUB of Hojviri », sur referenceworks.brillonline.com, Encyclopædia Iranica, 2020 (consulté le 14 février 2023)
- Annemarie Schimmel, Le soufisme ou les dimensions mystiques de l'islam, Paris, Cerf, 2022 (1re éd. 1975), 630 p. (ISBN 978-2-204-14864-1), p. 70-75 et passim

- (en) Anna Suvorova, Muslim Saints of South Asia: The Eleventh to Fifteenth Centuries, London-New York, Routledge, 2011 (1re éd. 2004), 256 p. (ISBN 978-0-415-66471-4), p. 35-58, « The hermit of Lahore »